# Vetmesten
Vetmesten of afmesten is een organisme (veel) voedsel toedienen voor een goede spier- en vetaanzet, constante vleeskwaliteit en gelijkmatige groei als voorbereiding op de slacht ten behoeve van consumptie. Het vetmesten kan met ruwvoer of droogvoer. 

## Stieren
Voedermiddelen voor stieren bestaat uit (het restproduct) maisglutenfeed, droge bietenpulp, soja, koolzaadschroot, en mineralen. 
In 200 dagen worden stieren bijgevoederd met een gemiddelde groei van 1,3 kilo per dag. Bij het begin van een afmesttraject wegen stieren gemiddeld 320 kilo (met variaties van tussen de 270 tot 450 kilo) en aan het eind 650 kilo. In grotere groepen groeien de stieren doorgaans gelijkmatiger. Ze worden in groepen van tien tot dertig ingedeeld op gewicht; gemiddeld hebben ze 5,70 vierkante meter per stier.

## Pluimvee
In de Gouden Eeuw werden kippen thuis vetgemest in een kooi met twee kleppen waarbij aan de voorkant de kip haar kop erdoor kon steken om voer te pikken en te drinken, en aan de achterkant de mest kon worden verwijderd. Het voer bestond toen uit gerst dat met suiker zacht was gekookt in melk of bier; het drinken bestond uit sterk bier waardoor de kip van dronkenschap amper bewoog. 's Nachts werd met kaarslicht de kip wakker gehouden waardoor deze doorging met eten. Kapoenen kregen in melk gekookte boekweit. Wanneer een kapoen dit weigerde dan gold het advies om van de boekweitpap pillen te draaien en die de kapoen door de strot te duwen.
Door het vetmesten van kippen is de pejoratieve term plofkip ontstaan.